# 뇌부종
뇌부종(cerebral edema)은 뇌의 부종이다. 뇌세포내나 뇌세포 외에 과도하게 액체가 축적되는 질병이다. 뇌압 상승을 유발하며 뇌탈출을 유발할 가능성이 있어 위험한 질병이다.

## 같이 보기
- 두개내압
- 부종